# تحليل دالي لاخطي

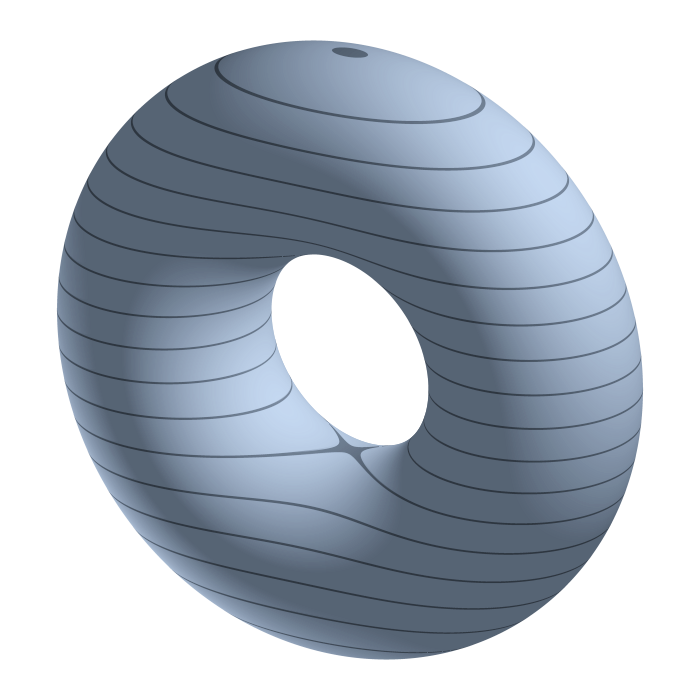
نظرية مورس هي فرع من فروع التحليل الدالي اللاخطي.

التحليل الدالي اللاخطي (بالإنجليزية: Nonlinear functional analysis)‏ هو فرع من فروع التحليل الرياضي الذي يتعامل مع التحويلات اللاخطية.

## المواضيع
يشمل موضوعها::1–2
- تعميمات حساب التفاضل والتكامل على فضاءات باناخ
- مبرهنة الدالة الضمنية
- نظريات النقطة الثابتة (نظرية براور للنقطة الثابتة، نظريات النقطة الثابتة في الفضاءات اللانهائية الأبعاد، نظرية الدرجة الطوبولوجية، نظرية جوردن للفصل، نظرية لفشيتز للنقطة الثابتة)
- نظرية مورس ونظرية فئة ليوسترنيك–شنايرلمان
- طرق نظرية الدالة العقدية